# Hamilton Wanderers AFC
Hamilton Wanderers AFC – nowozelandzki klub piłkarski z siedzibą w Hamilton. Założony w 1913 roku, występuje w rozgrywkach New Zealand Football Championship.
Klub Hamilton Wanderers AFC powstał w 1913 roku i jest jednym z najstarszych klubów założonych w mieście Hamilton. W grudniu 2015 roku ogłoszono, że klub Hamilton Wanderers AFC, zajmie miejsce rozwiązanego klubu WaiBOP United w rozgrywkach New Zealand Football Championship od sezonu 2016/2017. Ponadto w tym samym sezonie do rozgrywek dołączyły drużyny Eastern Suburbs AFC i Tasman United.   
Hamilton Wanderers AFC zainaugurowało rozgrywki w New Zealand Football Championship w dniu 23 października 2016 roku w domowym spotkaniu przeciwko Southern United FC, które zakończyło się zwycięstwem 1:0.
Hamilton Wanderers AFC oprócz pierwszego zespołu, prowadzi sekcje młodzieżowe męskie i kobiece w różnych kategoriach wiekowych.